# Ladislav Klíma
Ladislav Klíma (Domažlice, 1878 – Praga, 1928) è stato uno scrittore ceco.
Figlio di avvocato, fu espulso dalle scuole del regno austroungarico per vilipendio alla monarchia. Studiò per un breve periodo a Zagabria prima di trasferirsi a Praga dove morirà di tubercolosi.
Scrittore legato al simbolismo attraverso il suo radicale idealismo soggettivo, e alle teorie di Arthur Schopenhauer e Friedrich Nietzsche, fu autore di alcuni saggi filosofici, tra cui spiccano Trattati e dettati (1922) e L'attimo e l'eternità (1927).
Nel 1928 pubblicò I dolori del principe Sternenhoch, romanzo considerato suo capolavoro, nel quale un nobile uxoricida rimpiange fino all'ossessione la moglie.